# Каликстинци
Каликстинци (од латинског calix - путир; такође Утраквисти од латинског sub utraque specie - у обе врсте) су припадници умјерених снага у хуситском покрету у Чешкој. То су били имућнији чешки грађани и племство. Они су захтијевали да се причест вјерника врши у оба вида', тј. и хљебом и вином из калежа (чаше за вино), као што су се причешћивали католички свештеници.
Програм каликстинаца ограничавао се на вјерске захтјеве. Они су сматрали да свако може проповједати 'ријеч Божју', да свештенство треба да се врати сиромаштву и да треба да се лиши посједа.
Каликстинци су одустали од даљег ратовања, иступили из хуситског покрета и на Базелском конзилу 1433. склопили су споразум са царем Жигмундом Луксембуршким и папом (Прашки компактати).